# 沃氏鱯
沃氏鱯，為輻鰭魚綱鯰形目鱨科的其中一種，為熱帶淡水魚類，分布於亞洲湄公河流域，體長可達20公分，棲息在河川下游底層水域，以昆蟲及甲殼類為食，生活習性不明。

## 扩展阅读
維基物種上的相關：沃氏鱯